# مونتيفياسكوني
مونتيفياسكوني، (بالإنجليزية: Montefiascone)‏، هي بلدة و(بلدية) في مقاطعة فيتيربو، في لاتسيو، وسط إيطاليا. يقع على تل على الجانب الجنوبي الشرقي من بحيرة بولزينا على بعد حوالي 100 كيلومتر (60 ميل) شمال روما.

## السكان
في سنة 1871 بلغ عدد السكان 7٬231 نسمة، وتطور العدد ليصل في سنة 2011 لـ 13٬388 نسمة.
يظهر هذا المخطط البياني تطور النمو السكاني لـ مونتيفياسكوني